# Ronald Schminke

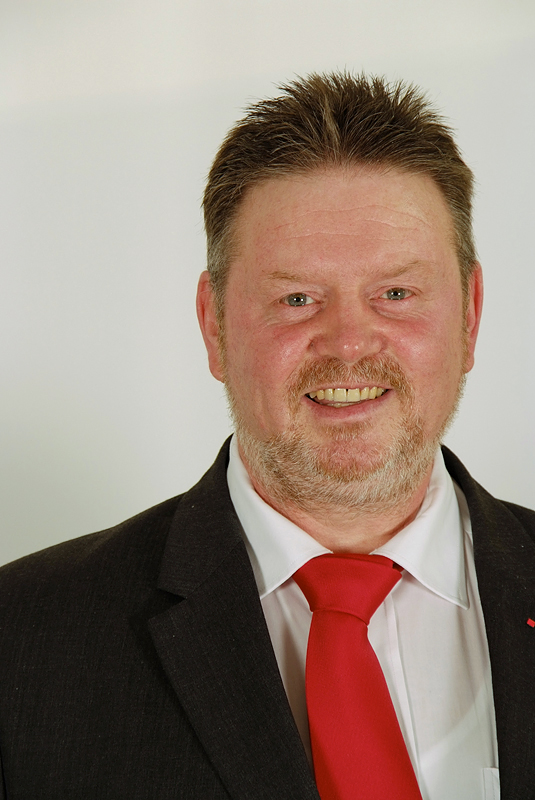
Ronald Schminke, 2009

Ronald Schminke (* 26. November 1956 in  Münden) ist ein Politiker der SPD. Er war von 2008 bis 2017 Mitglied des Niedersächsischen Landtages. Er wohnt in der Mündener Ortschaft Gimte, ist verheiratet und hat zwei Kinder.

## Leben und Beruf
Schminke ist in Gimte (heute ein Ortsteil von Hann. Münden) aufgewachsen und nach wie vor dort wohnhaft. Er besuchte die Realschule und absolvierte eine Ausbildung zum Maurer. Nach einigen Berufsjahren wurde er zum Betriebsratsvorsitzenden eines Bauunternehmens gewählt. 1980 heiratete er seine Frau Annie, mit der er zwei Söhne hat. Im Jahr 1987 erhielt er die Möglichkeit, auf dem zweiten Bildungsweg ein gewerkschaftliches Studium an der Universität Frankfurt am Main zu durchlaufen. Er arbeitet als Geschäftsführer bei der IG Bauen-Agrar-Umwelt und war seit März 2008 aufgrund seines Landtagsmandates freigestellt.

## Politik
Ronald Schminke war in den Jahren 1991 bis 2016 Mitglied im Kreistag Göttingen. Dort saß er für die SPD-Fraktion im Finanzausschuss.
Bei der Landtagswahl in Niedersachsen 2008 konnte er sich im Wahlkreis 16 Göttingen/Münden als Direktkandidat mit 44 % der Stimmen gegen den bisherigen Wahlkreisabgeordneten Harald Noack durchsetzen. Mit seinem Landeslistenplatz 73 wäre er nicht in den Landtag eingezogen. Im Landtag ist Schminke Sprecher seiner Fraktion für Forstwirtschaft.
Bei der Landtagswahl in Niedersachsen 2013 konnte Schminke sich im Wahlkreis 16 Göttingen/Münden erneut als Direktkandidat mit 45 % der Stimmen gegen die CDU-Kontrahentin behaupten.

Neben der Parteipolitik ist Schminke in verschiedenen Sozial- und Fördervereinen tätig.